# Копенгагенский договор (1670)
Копенгагенский договор 1670 года — соглашение о торговле и союзе, который 11 июля 1670 года подписали Кристиан V, король Дании и Норвегии и Карл II, король Англии и Шотландии. Договор был расширен на следующий день. В нём появилась третья статья «О контрабанде», которая была уточнена декларацией на французском языке, подписанной в Копенгагене 4 июля 1780 года. Позднее условия соглашения были подтверждены в Кильском договоре 1814 года, во время наполеоновских войн.
Среди основных статей договора была статья о безопасности датской колонии Сент-Томас на Виргинских островах, которая ранее подвергалась неоднократным нападениям со стороны британских каперов.